# Bechinie von Lazan

Wappen der Familie Bechinie von Lazan (= Wappen derer von Seydlitz)

Die Bechinie von Lazan (tschechisch Bechinie z Lažan, Plural Bechyňové z Lažan) gehören zum alten böhmischen Adel. Sie entstammen dem schlesischen Adelsgeschlecht von Seydlitz/Seidlitz, das sich in mehrere Familien verzweigte. 

## Geschichte
Der Beiname Lazan wurde von dem zum Herzogtum Schweidnitz gehörenden Ort Lazan bzw. Laasan abgeleitet, den die Familie seit Anfang des 14. Jahrhunderts verwendete. Ursprünglich war die Familie Seydlitz/Seidlitz/Zedlitz in Schlesien beheimatet. Dort gehörte sie zu den fünf ältesten Adelsfamilien. Am 9. April 1241 kämpften Mitglieder der Familie an der Seite des Herzogs Heinrich des Frommen in der Schlacht bei Wahlstatt gegen die Tataren. Jahrhunderte hindurch bekleidete die Familie zahlreiche wichtige Ämter, u. a. als Kastellani und Landeshauptmänner. Die Hauptmannschaft des Fürstentums Breslau war in der Familie erblich.
Stammvater der Bechinie von Lazan war der Königliche Kämmerer und Landeshauptmann von Breslau Heinrich von Lazan. Nachdem er durch Tausch der ostböhmischen Herrschaften Nachod und Hummel 1414 die südböhmische Burg Bechyně und die gleichnamige Herrschaft erworben hatte, nannten sich seine Nachkommen zunächst Seidlitz von „Lazan mit dem Sitze zu Bechin“ und ab der Mitte des 15. Jahrhunderts „Bechinie von Lazan“.
Nach Heinrichs Tod wurde das Erbe zwischen seinen beiden Söhnen geteilt: Hynko (Heinrich) erhielt die Herrschaft Krakovec, sein Bruder Johann, genannt Bechyňek († vor 1467) die Herrschaft Bechyně. Nachdem Hynko von Lazan verstorben war, fiel Johann auch die Herrschaft Krakovec zu, die er 1437 verkaufte. Zwischen 1440 und 1445 erwarb Johann Bechyňek von Lazan den Podoler Anteil der Herrschaft Rataje.
Nachdem Johann Bechyňek verstorben war, erfolgte 1477 eine Besitzteilung unter seinen Söhnen. Burian Bechinie von Lazan erhielt dabei den Hauptanteil mit der Herrschaft Bechyně sowie der wüsten Feste Podolí mit einem Vorwerk, dem Dorf und einer Mühle bei Podolí, die Dörfer Rakov und Borovany, das wüste Dorf Lhota, die Hälfte des Städtchens Bernartice mit dem Kirchenpatronat und dem Vorwerkshof Rataje. Die Herrschaft Bechyně verlor er noch im selben Jahre an die Herren von Sternberg, so dass ihm nur der Podoler Anteil verblieb. Sein Bruder Ulrich kaufte vor 1493 von Peter Kořenský von Terešov die Herrschaft Pičín. Daraus bildeten sich die Pitschiner und Bernarditzer Linien der Bechinie von Lazan.
1515 wurden die Pitschiner Güter unter Ulrichs zahlreichen Söhnen aufgeteilt. Dabei wurde u. a. das Gut Langen-Lhota gebildet, das Nikolaus Bechinie von Lazan erhielt.
Peter Bechinie von Lazan auf Bernarditz verkaufte 1594 den Podoler Anteil an Christoph Haslauer von Haslau, zehn Jahre später veräußerte er auch seine Hälfte des Städtchens Bernarditz.
Im Jahre 1615 kaufte Albrecht Bechinie von Lazan das Gut Rozsochatec, von ihm stammt die Rossochatetzer Linie der Bechinie von Lazan ab. Wegen der Beteiligung von Abraham Bechinie von Lazan am Ständeaufstand wurde das Gut Rozsochatec 1626 in ein Lehen umgewandelt.
Am 30. Mai 1712 wurde Franz Leopold Bechinie von Lazan aus der Rossochatetzer Linie in den Böhmischen und erblichen Freiherrenstand erhoben. Gleiches erfolgte am 24. September 1737 für Franz Carl Bechinie von Lazan aus der Pitschiner Linie. 
Im Laufe des 19. Jahrhunderts verbreitete sich die Familie Bechinie von Lazan weitläufig.

## Hauptlinien
Die Familie wird in drei Hauptlinien unterschieden, deren Namen jeweils von den Schlössern abgeleitet sind, die sich im Familienbesitz befanden:
- Die Pitschiner-Linie gilt als ausgestorben;
- die Rossochatetzer-Linie und
- die Bernarditzer-Linie.

Die beiden ersten Linien waren freiherrlich.

## Wappen
Das Familienwappen zeigt in Silber drei gebogene rote Karpfen übereinander. Auf dem Helm mit rot-weißen Decken zwei aufwärts geschrägte Turnierlanzen mit Fähnlein verwechselter Farbe zwischen einem roten und einem silbernen Büffelhorn und mit diesen verschränkt. Es ist identisch mit dem Stammwappen derer von Seydlitz.